# Вікулов Сергій Васильович
Сергі́й Васи́льович Вікулов (*11 листопада 1937, Ленінград) — російський артист балету.

## Біографія
У 1956 році закінчив Академію російського балету імені А. Я. Ваганової, а в 1977 р. — Ленінградську консерваторію.
Працює в Маріїнському театрі.